# Sielmanbeek
Sielmanbeek (Zweeds: Sielmanjira of Šielmmánjira) is een beek die stroomt in de Zweedse  gemeente Kiruna. De rivier ontvangt het water van de zuidoostelijke hellingen van de Sielmanberg. De rivier stroomt naar het noordwesten. Ze stroomt na 10 kilometer de Alesrivier in.
Afwatering: Sielmanbeek → Alesrivier → Torne → Botnische Golf